# После 11
После 11 — российская группа, исполняющая музыку в стиле фолк-рок, поп-рок.

## История
История группы начинает свой отсчёт 3 марта 1999 года во Дворце творчества юных (Дворец пионеров) в городе Саратове на конкурсе авторской песни, посвящённом 200-летию рождения А. С. Пушкина. Три студента Саратовской консерватории (кафедра народно-хорового пения), Юрий Постарнаков (г. Вязьма, Смоленской обл.), Андрей Зверев (г. Саратов), Николай Феоктистов (г. Смоленск), исполнили на конкурсе песню «Звёздочка», которая получила Гран-при.
После нескольких публичных выступлений к коллективу присоединяется мультиинструменталист Дмитрий Калинин (г. Набережные Челны), затем Карен Арутюнян (г. Красноармейск, Саратовская обл.). За ударной установкой отметились: Илья Крук, Алексей Малиновский и нынешний ударник, Илья Ермаков «Кудрявый» (г. Энгельс, Саратовская обл.). Формирование ритм-секции завершило появление бас-гитары: Александр Зубарев (г. Саратов).
В 2003 году группа приобретает известность как фолк-коллектив на Всероссийском конкурсе «Радуга талантов» (2-е место), затем получает Гран-при международного конкурса им В. Мулявина «Золотой шлягер». В полном составе группа переехала в Москву, где начала тесное сотрудничество с Надеждой Бабкиной.
Группа участвовала в фестивалях «Славянский базар» (2004, 2005) и «Нашествие» (2008—2013).
В 2008 году состоялся дебют на «Нашем радио». Песня «Крылья» завоевала 10-е место в итоговом чарте на «Чартовой Дюжине». Песня «Ладони» появилась в ротациях на радио «Максимум», а в чарте Tophit заняла 97 место.
В 2009 году выпущен альбом «Свободная любовь. Детям до 16» и видеоклип «Объясни мне» с группой Uma2rman.
В 2010 году был выпущен альбом «Бабкин рок».
В 2011 году совместно с Хелависой была записана песня «Рядом быть». Снят видеоклип на песню «20 лет до осени».
В 2012 году коллектив записывает кавер-версию песни Владимира Высоцкого «Корабли». Песня появляется в ротациях «Нашего радио». Затем выходит альбом «Воздух».
В 2013 году выпущен клип «Самолёт».
В 2014 году вышла песня «Празднуем прилично».
В 2015 году были выпущены песни «Портрет» и «Давай в деревню». 19 апреля 2015 года группа приняла участие в проекте «Точь-в-точь» Первого канала.
В конце декабря 2017 года в Москве был убит балалаечник Дмитрий Калинин.
23 апреля 2022 года вышел выпуск проекта "Квартирник у Маргулиса" с участием коллектива.
27 января 2024 года вышел выпуск программы "Квартирник у Маргулиса", где коллектив принял активное участие в вечере Надеждой Бабкиной.
В 2025 году солист группы Юрий Постарнаков становится Заслуженным артистом Российской Федерации.

Барабанщик коллектива, Богдан, является активным музыкантом, одним из основателей проекта Дети Picasso, а сейчас часто выступает с сольной программой где сам поет и играет на электрогитаре. 
Песни близки к стилям блюз, кантри, вестерн и хард рок.
В 2014 году выпустил первый сольный альбом — "Редкая Птица."
В 2016 году выпустил второй сольный альбом "Звёзды, женщина, пистолет."
В 2018 году вышел третий сольный альбом автора — "Святые Кости."

## Состав

### Действующий состав
- Юрий Постарнаков — вокал, акустическая гитара, электрогитара, рояль, автор (с 1999)
- Андрей Зверев — клавишные, струнные аранжировки, соло, бэк-вокал (с 1999)
- Карен Арутюнян — кларнет, дудук, перкуссия, бэк-вокал (с 2000)
- Николай Феоктистов — электрогитара, бэк-вокал (с 1999)
- Александр Зубарев — бас-гитара (с 2000)
- Богдан Бобров — ударные

### Бывшие участники
- Дмитрий Калинин — балалайка, губная гармоника (1999—2015, затем сессионно 2015—2017)
- Илья Крук — ударные (2000)
- Алексей Малиновский — ударные (2000)
- Илья Ермаков — ударные (2000—2003)

## Дискография

### Студийные альбомы
- «Народные картинки» (2007)

1. Рекрутская
2. Федора
3. Пасхальная
4. Зима (с Надеждой Бабкиной)
5. Калина
6. Дуня
7. Тюрфей
8. Веретенце
9. Роза (с Надеждой Бабкиной)
10. Била меня мати

- «Свободная любовь. Детям до 16» (2009, Navigator Records)

1. Папа
2. Крылья
3. Вечная ничья
4. Ладони
5. Москва
6. Непокорная
7. Кот
8. SOS
9. Змея
10. Свободная любовь
11. Душа

- «Бабкин рок» (2010, Navigator Records)

1. Люба
2. Тень тень
3. Роза
4. Чудо
5. Веретенце
6. Кукушка
7. Ягодиночка
8. Романс
9. Вишня
10. Зима
11. Рекрутские страдания
12. Яблочки

- «Колея (Пастернаков и После 11)» (2022, Navigator Records)

1. Ангелы Демоны
2. Колея
3. Люби, пока я буду жить
4. Поезд
5. Морская
6. Полюса
7. Портрет
8. Там, где дым

### Синглы
- «Празднуем прилично» (2014)
- Морская (2018, Navigator Records)
- Портрет (2019)
- После 11 и Иван Замотаев — «Давай в деревню!» (2020)
- После 11 и Aya 312 (Город 312) — «Полюса» (2021)
- «На дворе калина» (2021)
- После 11 и Богдан Бобров — «Курение убивает» (2022)
- «Минуты тишины» (2023)
- «Небеса за окнами» (2023)

## Клипы
- Объясни мне (2009)
- Крылья (2009)
- 20 лет до осени (2011)
- Самолёт (2013)
- О друзьях (2015)
- Деревенская (с товарищами) (2020)
- Когда поют о любви (2022)
- В минуты тишины (2023)